# Genitorturers
Genitorturers är ett industrimetalband från Orlando i Florida. Bandet bildades av sångaren Gen och hade redan under tidigt 90-tal fått en plats på ett av Floridas "Hardcore" scen. 1993 nådde Genitorturers öronen på Miles Copelands ägaren av I.R.S. Records. Genitorturers scenföreställningar är av en något unik karaktär och skiljer sig mycket åt, med starka sexuella teman. I och med att deras första album släpptes, var de med på flera tv-kanaler bland annat:  VH1, Fox News, Hard Copy, HBO's Real Sex samt Playboy TV. Bandet har också medverkat till musiken i spelet Vampire: The Masquerade - Bloodlines.

## Medlemmar
Nuvarande medlemmar
- Gen – sång (1991– )
- Eric Griffin – gitarr (2009– )
- Kriz DK – trummor (2011– )
- Ryan Seelbach – basgitarr (2011– )

Tidigare medlemmar
- Scott Beckey – gitarr (1989–1991)
- Nate Manor – basgitarr
- Jerry Ôutlaw – gitarr (1991–1994)
- AW Reckart – trummor (1991–1993)
- Sean Colpoys – basgitarr (1992–1994)
- David Vincent ("Evil D") – bas (1993–?)
- H-Bomb – trummor (1993–1997)
- Chains (Charles "Chuck" Lenihan) – gitarr (1995–2003)
- Vinnie Saletto – keyboard (1995–1998)
- Racci Shay – trummor (1997–2001, 2007–2008)
- Andrew "Angel" Bartolotta – trummor (2001–2005, 2007–2009)
- Bizz – gitarr (2003–2009)
- Joseph "Joe" Letz – trummor (2005–2006)
- Sean Davidson – trummor (2009–2011)
- "Abbey Nex" (Filip Abbey) – basgitarr (2010–2011)

## Diskografi
Studioalbum
- 1993 – 120 Days of Genitorture
- 1998 – Sin City
- 2000 – Machine Love
- 2009 – Blackheart Revolution

EP
- 1991 – House of Shame
- 2003 – Flesh Is The Law
- 2002 – Public Enemy
- 2009 – Touch Myself EP

Singlar
- 2000 – "Sin City"
- 2009 – "Cum Junkie" / "Let's Go (Gen-XX Remix)"

Video
- 1997 – Society of Genitorture (VHS)
- 2001 – The Society of Genitorture (DVD)
- 2007 – Live in Sin (DVD)